# 長妻樹里
長妻 樹里（ながつま じゅり、1988年10月27日 - ）は、日本の女性声優、歌手。
北海道札幌市出身、ラクーンドッグ所属。

## 来歴
プロ・フィット声優養成所卒（第11期生）。
3人姉妹の次女として生まれた。
絵を描くことが好きで少女漫画家を目指していたが、中学生の時に書いた漫画を酷評されたために漫画家の道を諦めた。ペンネームは「苺野 樹里」。アニメや漫画が好きで高校時代からは声優を志すが、両親に猛反対され看護学校へ進学、看護師の仕事をしながらプロ・フィット声優養成所へ通い、1年後に事務所へ所属した。
アニメでのデビューは『こえでおしごと!』の能家葉月役となる。
2013年、初レギュラー作品である『たまこまーけっと』の牧野かんな役で注目を浴びる。2014年8月27日、シングル「言えないアイスクリーム」でアーティストデビュー。
2014年10月1日、プロ・フィットの正所属となった。
2022年4月1日付で所属していたプロ・フィットが同年3月末を以てマネジメント事業を終了したことに伴い、ラクーンドッグへ移籍。

## エピソード
高校生時代に同じオーディションを受験していた森千早都と出会い、その時以来の友人関係である。
准看護師の資格を持つ。
愛称は、多くの場合「樹里ちゃん」と呼ばれている。

## 出演
太字はメインキャラクター。

### テレビアニメ
2011年
- 真剣で私に恋しなさい!!（松永燕）
- 未来日記（生徒）

2012年
- 中二病でも恋がしたい！（2012年 - 2014年、七宮智音、生徒、自動販売機） - 2シリーズ

2013年
- 銀の匙 Silver Spoon（栄真奈美）
- 絶対防衛レヴィアタン（エインセル、スフィンクス）
- たまこまーけっと（牧野かんな）
- 断裁分離のクライムエッジ（銭形小桜）
- ファンタジスタドール（ゆがけ、プチット）

2014年
- お姉ちゃんが来た（水原一香、みのり）
- 繰繰れ! コックリさん（クラスメイト）
- 月刊少女野崎くん（客）
- 咲-Saki- 全国編（小瀬川白望）
- selector spread WIXOSS（アン）
- まじもじるるも（沢下真綾）
- 結城友奈は勇者である（2014年 - 2021年、三好夏凜） - 3シリーズ
- 六畳間の侵略者!?（コス研部員、生徒）

2015年
- おくさまが生徒会長!（2015年 - 2016年、猿渡真都、店員） - 2シリーズ
- 学戦都市アスタリスク（プリシラ・ウルサイス）
- 幸腹グラフィティ（土田芽生、シュークリーム少女、女子大生）
- 少年ハリウッド -HOLLY STAGE FOR 50-（ファン）
- 聖剣使いの禁呪詠唱（親衛隊）
- 探偵歌劇 ミルキィホームズ TD（メロディア）
- 六花の勇者（メイド）

2016年
- 魔装学園H×H（姫川ハユル）
- 無彩限のファントム・ワールド（魔女のファントム）

2017年
- セイレン（丸石燈花）
- アイカツスターズ!（客）
- 僕の彼女がマジメ過ぎるしょびっちな件（五十嵐沙織）
- 3月のライオン（2017年 - 2018年、生徒の親1、生徒1、川島）

2018年
- ラーメン大好き小泉さん（店員B）
- すのはら荘の管理人さん（内藤苺愛）
- アイカツフレンズ!（子供）

2019年
- サークレット・プリンセス（佐々木優佳）
- 同居人はひざ、時々、頭のうえ。（飼い主〈1〉）
- 賢者の孫（ユーリ＝カールトン）
- 消滅都市（ヒナコ）
- 盾の勇者の成り上がり（女官）
- Re:ステージ! ドリームデイズ♪（緋村那岐咲）
- BORUTO-ボルト- NARUTO NEXT GENERATIONS（2019年 - 2023年、鉄ツバキ、木ノ葉の里の人々、ミア、女児、ナナラ王子 他）

2020年
- 異種族レビュアーズ（バイナバナナン、レイコ）
- ぼくのとなりに暗黒破壊神がいます。（時宗〈幼少期〉）
- アサルトリリィ BOUQUET（出江史房）
- 土下座で頼んでみた（豊房麗、数寄屋橋累）
- キングスレイド 意志を継ぐものたち（2020年 - 2021年、セレネ）
- 魔王城でおやすみ（オペレーター）

2021年
- 結城友奈は勇者である ちゅるっと!（三好夏凜）
- ましろのおと（手芸部A）
- 美少年探偵団（大紬麦）
- ぼくたちのリメイク

2022年
- 終末のハーレム（首藤総務長官）
- その着せ替え人形は恋をする（客）
- プリンセスコネクト!Re:Dive Season 2（クウカ）
- 黒の召喚士（プリスラ）

2023年
- 最強陰陽師の異世界転生記（カレン先生）
- 氷属性男子とクールな同僚女子（女性A）
- 君は放課後インソムニア（女子生徒）
- 幻日のヨハネ -SUNSHINE in the MIRROR-
- 冒険者になりたいと都に出て行った娘がSランクになってた

2024年
- ただいま、おかえり（アナウンサー）
- 【推しの子】（脚本家マネージャー）
- 逃げ上手の若君（光）
- 新米オッサン冒険者、最強パーティに死ぬほど鍛えられて無敵になる。（実況）
- 殿と犬（2024年 - 2025年、重虎の母、饅頭屋、ネズミB、女房B、重虎のお見合い相手 他}） - 4バージョン共通

2025年
- 悪役令嬢転生おじさん（ジョーヌ・モワノー、少年A）
- メダリスト（保護者、迷い犬、係員）
- 君のことが大大大大大好きな100人の彼女（女子生徒A）
- もめんたりー・リリィ（さざんかの友達）
- グリザイア:ファントムトリガー（シルヴィア）
- どうせ、恋してしまうんだ。
- Summer Pockets
- 勘違いの工房主〜英雄パーティの元雑用係が、実は戦闘以外がSSSランクだったというよくある話〜（娘）

### 劇場アニメ
- 中二病でも恋がしたい!シリーズ（2013年 - 2018年、七宮智音[43][44]） - 2作品[一覧 5]
- たまこラブストーリー（2014年、牧野かんな[45]）
- 結城友奈は勇者部所属（2017年、三好夏凜[46]）
- ニンジャバットマン（2018年、モン美）

### OVA
- こえでおしごと!（2010年、能家葉月[47]）
- グリザイア:ファントムトリガー THE ANIMATION スターゲイザー（2020年、シルヴィア[48][49]）
- OVA アズールレーン Queen's Orders（2023年、アバーク・ロンビー）

### Webアニメ
- 弱酸性ミリオンアーサー（2016年、第二型スキニー（スキニー）、第二型スクーデリア（スクーデリア）、虚無型エターナル・フレイム（エターナルフレイム））

### ゲーム
2010年
- グランディアオンライン（マルム）
- ぱすてるチャイムContinue（女生徒）

2013年
- ダンジョントラベラーズ2 王立図書館とマモノの封印
- 嫁コレ（喜多嶋美里）
- 嫁コレ声優部
- LORD of VERMILION III（アクアクィーン）

2014年
- あかやあかしやあやかしの（玉露）
- ウチの姫さまがいちばんカワイイ（灰猫姫 シンディ・ペロー、三好夏凜）
- おつかえ乙女!（森下奈々）
- 乖離性ミリオンアーサー（虚無型エターナル・フレイム、雪女）
- グリモア〜私立グリモワール魔法学園〜（小鳥遊自由）
- 三国志パズル大戦（劉禅）
- 猫さばいばー!（にゃんこりん、エリカ）
- FLOWERS 春編（沙沙貴苺、沙沙貴林檎）
- 魔法少女ピクシープリンセス（百合園しおり / ピクシーリリィ）
- 結城友奈は勇者である （三好夏凜）※BD＆DVD第1巻 初回特典PCゲーム

2015年
- アイパラ! IDOL PARADISE（クレア・ヴラド）
- 音速少女隊 -Photon Angels-（アン、ユジン）
- 家電少女（マリナ、カンナ、アスカ、ジュンカ、ピーコ）
- けものフレンズ（コクチョウ、フクロオオカミ、ドロロ）
- 咲-Saki- 全国編（小瀬川白望）
- スクールファンファーレ（猫足シズル）
- セガNET麻雀 MJ（小瀬川白望）
- 創作アリスと王子さま!（薗田美咲）
- ソードアート・オンライン コード・レジスタ（ブリジット）
- トイズドライブ（怪盗ドラゴンサマー、怪盗リリィ）
- 夏色ハイスクル★青春白書 〜転校初日のオレが幼馴染と再会したら(略)（大神弥生）
- FLOWERS 夏編（沙沙貴苺、沙沙貴林檎）
- プリンセスコネクト!（遠見空花）
- 結城友奈は勇者である 樹海の記憶（三好夏凜）
- ゆるかみ!（函館アイリ）
- 結城友奈は勇者であるS （三好夏凜）※BD＆DVD第6巻 初回特典PCゲーム

2016年
- 学戦都市アスタリスクフェスタ 鳳華絢爛（プリシラ・ウルサイス）
- 学戦都市アスタリスクフェスタ 煌めきのステラ（プリシラ・ウルサイス）
- クイズRPG 魔法使いと黒猫のウィズ（メモリア・リィセ）
- 果つることなき未来ヨリ（エルマールマ・カーマイン）
- バンドやろうぜ!（保野岬）
- プラマイウォーズV（神宮巴）
- FLOWERS 秋編（沙沙貴苺、沙沙貴林檎）
- リーリヤのおともだち（にゃんこりん）

2017年
- 桜花裁き 斬（平賀理夢）
- オルタナティブガールズ（我妻恋）
- グリザイア:ファントムトリガー（シルヴィア）
- 限界凸城 キャッスルパンツァーズ（ルナ、レナ、ラナ）
- ことのはアムリラート（高遠凜）
- サウザンドメモリーズ（ヴァローラ）
- セブンズストーリー（サラ、シュネイル）
- ソラヒメ ACE VIRGIN -銀翼の戦闘姫-（H-6 轟炸六型）
- 天華百剣 -斬-（2017年 - 2021年、青木兼元、[影]青木兼元、三好夏凜）
- FLOWERS 冬編（沙沙貴苺、沙沙貴林檎）
- ミリオンアーサー アルカナブラッド（虚無型エターナル・フレイム）
- 結城友奈は勇者である 花結いのきらめき（2017年 - 2022年、三好夏凜）
- Re:ステージ! プリズムステップ（緋村那岐咲）

2018年
- Fallen Legion（サキュバス）
- プリンセスコネクト！Re:Dive（2018年 - 2024年、クウカ / 遠見空花）
- キングスレイド（セレネ）
- 世界樹の迷宮X（ヴィヴィアン）
- アズールレーン（2018年 - 2019年、アバークロンビー、龍鳳）
- オルターレコードアジャストメント（モルドレッド）
- LORD of VERMILION IV（三好夏凛）
- 刀使ノ巫女 刻みし一閃の燈火（三好夏凜）
- 世紀末デイズ（内山香奈江）
- ラスト・エリュシオン（カーラ、マルティナ）
- P.E.T.S.アカデミア（エマ・ネイド、久松美恵、イパネマ・ロッソ、西園寺璃花）
- ピオフィオーレの晩鐘（ラン）
- 戦国アスカZERO（三好夏凜）
- アンジュ・ヴィエルジュ 〜ガールズバトル〜（三好夏凜、ラフィリア・リント）
- 恒星少女 -Do The Scientists Dream of Girls' Asterism?-（ピストル）
- Shadowverse（ユニコーンナイト、沈黙の信者、炎蛇の剣士、開闢の予言者、ティオ）
- ORDINAL STRATA -オーディナル ストラータ-（キャロル）
- 結城友奈は勇者であるA（三好夏凜）※結城友奈は勇者である-勇者の章- BD封入特典ゲームDVD

2019年
- ラングリッサー モバイル（エラスタ）
- RELEASE THE SPYCE secret fragrance（三好夏凜）
- 逆転オセロニア（ロナジャスタ）
- 不思議の幻想郷 -ロータスラビリンス-（宇佐見菫子 他）
- ファイアーエムブレム 風花雪月（ドロテア＝アールノルト）
- Epic Seven-エピックセブン-（キリス）
- かんぱに☆ガールズ（アセナ・ガルー）

2020年
- ETERNAL（エニフ・ホワイトハイ）
- ファイアーエムブレム ヒーローズ（2020年 - 2024年、マリク〈幼少期〉、ドロテア）
- 幻獣契約クリプトラクト（トリュファイナ、アンヌ）
- エースヴァージン:再出撃（D.520、Su-34）
- ピオフィオーレの晩鐘 -Episodio1926-（ラン）
- OCTOPATH TRAVELER 大陸の覇者（メイベル、ティキレン、ルーセッタ）
- グリザイア クロノスリベリオン（シルヴィア）

2021年
- アクション対魔忍（甲河アスカ、澤鷲一華）
- 東方ダンマクカグラ（射命丸文）
- NARAKA: BLADEPOINT（土御門胡桃）
- タイムディフェンダーズ（カルミラナ）

2022年
- プリコネ！グランドマスターズ（クウカ）
- ファイアーエムブレム無双 風花雪月（ドロテア＝アールノルト）
- ウィクロスマルチバース（アン）
- 聖塔神記 トリニティトリガー（ルクス）
- ニューラルクラウド（アントニーナ、坂口希）

2023年
- World II World（アネット）
- OCTOPATH TRAVELER II
- タワーオブスカイ（デュラッタ）
- アサルトリリィ Last Bullet（三好夏凜）
- 放置少女〜百花繚乱の萌姫たち〜（筧十蔵）
- ストリートファイター6（市民）

2024年
- すだまリレイシヨン（夕菅十八女）
- あかやあかしやあやかしの 綴（玉露）
- 不思議の幻想郷 -FORESIGHT-（宇佐見菫子）
- ブラウンダスト2（ネブリス）
- ブレイブソード×ブレイズソウル（エンドロール）
- ゴーヘルゴー つきおとしてこ（レッカ、アラカセギ）
- ペルソナ3 リロード
- 八剱伝Switch版（旭幻八）

2025年
- ちゃんごくし！ 絢爛（簡雍）
- Honor of Kings（ユンエイ）

### ドラマCD
- あかやあかしやあやかしの シリーズ
  - あかやあかしやあやかしの アンソロジードラマCD1「かくれんぼ」（金魚）
  - あかやあかしやあやかしの アンソロジードラマCD2「かげふみあそび」（金魚）
  - あかやあかしやあやかしの ドラマCD（ヒトビト）
- 淡海乃海 水面が揺れる時 ドラマCD5（辰、竹中月[165]）
- おくさまが生徒会長!（猿渡[166]）※単行本第3巻 - 第5巻限定版付属CD
- 乖離性ミリオンアーサー ドラマCD（虚無型エターナル・フレイム[167]）
- 楠芽吹は勇者である Vol.2（三好夏凜[168]）
- ことのはアムリラート「おとなの「アン」リラート」（高遠凜）
- コレットは死ぬことにした（ケル） ※コミックス第10巻ドラマCD付き限定版
- 少女論-恋についての考察-（椎木伊緒里）
- 親愛なるジーンへ 1・2[169]
- 好きって言ったのお前だろうが![170]
- ストレイバレットベイベー（桜庭晴）
- ダブルフェイスには敵わない（女生徒[171]）
- 辻堂さんのドラマティックロード Vol.1 - 3（片瀬恋奈[172]）
- 東京バベル（生徒A[173]） ※配布CD
- 秘密の花束（高牧久吋海）
- FLOWERS  アベリアの花言葉（沙沙貴苺、沙沙貴林檎[174]）
  - FLOWERS グロリオサの花言葉（沙沙貴苺、沙沙貴林檎）
- 偏愛ドラマティック・モンスター[175]
- ラムスプリンガの情景（子供時代のダニー[176]）

### デジタルコミック
- ルミナス＝ブルー（2019年、葉山うちほ[177]）
- 後ろの四天王（2022年、天津光彦[178]）
- 悪魔の擬態（2022年、少女[179]）
- 魔窟の灯籠（2023年、老婆[180]）
- 竜送りのイサギ（2024年、十文字マヒナ[181]）

### 吹き替え
- バービードリームトピア（2017年）[182]
- バディ・サンダーストラック（2017年）
- ストレイン ファイナル・シーズン（2017年、アビー[183]）
- キラキラ キャッチ!ティニピン（2024年、サッサピン[184]）

### ナレーション
- Megalith IT Alliance 会社案内（2017年 - ）[185]
- KADOKAWA カクヨム PV（2021年）[186]

### ラジオ
※はインターネット配信。
- こえでおしごと!WEBラジオ〜ナイショのおしごと!（2010年 - 2011年、音泉※）
- four-tune!（2012年 - 2014年、マリン・エンタテインメント※）
- 嫁ラジ（2013年、アニメイトTV※）[187]
- たまこまーけっと もちもちラジオ（2013年、HiBiKi Radio Station※）[188]
- 絶対防衛!ラジオたん!（2013年、音泉※）[189]
- ラジオにまでお姉ちゃんが来た（2013年 - 2014年、HiBiKi Radio Station※）[190]
- マダ、ナイ、ラジヲ。（2014年、音泉※）[191]
- 長妻樹里のごはんにする?おふろにする?それともラジオ?（2014年 - 2016年、ListenRadio※→超!A&G+※）
- A&G ARTIST ZONE 2h メゾン・ド・イーコエの2h（2015年、超!A&G+※）[192]
- 「ラジオ おくさまが生徒会長!」パーソナリティが風紀委員会!（2015年、ラジオ関西）
- 超!A&G+スペシャル 長妻樹里の●●よろしくね!（2015年 - 2016年、超!A&G+※）
- ラジオ「ことのはアムリラート」〜ユリ百合ユリアーモ!〜（2017年、音泉※）[193]
- 桜花裁きらじお斬（2017年 - 2018年、音泉※）[194]
- 三宅麻理恵・長妻樹里のシェアラジ（2020年7月07日 -  2020年12月22日、AuDee※）[195]
- 八剱伝ラジオ（2024年、Ci-en※・YouTube※）[196]

### ラジオCD
- ラジオCD「桜花裁きらじお斬」 Vol.1・2
- DJCD 絶対防衛！ラジオたん！

### パチンコ・パチスロ
- 結城友奈は勇者であるシリーズ（三好夏凜）
  - パチスロ 結城友奈は勇者である[197]
  - P結城友奈は勇者である
- パチスロ 翔べ！ハーレムエース500（2025年、キャンディー[198]）

### インターネットテレビ
- 優歌と樹里のプリンセスチャンネル（2015年 - 2016年、ニコニコ生放送、YouTube）[199]
- 長妻樹里のごはんにする?おふろにする?それともニコ生?（2016年 - 2017年、ニコニコ生放送）
- 長妻樹里の溌剌!（2018年、SHOWROOM）

### 映像商品
- 金朋声優ラボ Vol.3
- 人狼バトル〜missing girl in fairyland〜[200]
- four-tune! DVD すてっぷ わんっ!
- 松来未祐のアルカナの扉 Vol.2
- 佳村はるかのマニアックデート… Vol.5

### Web
- 月華の剣士〜新台実戦バトル（白夜書房プレゼンツ）
- 「ねこ通販」ねこの声（ナマコマ：2011年8月）

### その他コンテンツ
- 書籍『百合でおぼえるユリアーモ/百合でおぼえるエスペラント』 ダウンロード音声（2018年、高遠凜[201]）
- リアル脱出ゲーム「私たちのリアル脱出ゲームからの脱出」（2024年、古城琴音[202]）

## ディスコグラフィ

### シングル
|            | 発売日        | タイトル               | 規格品番  | 規格品番  | オリコン 最高位 |
| 初回限定盤 | 発売日        | タイトル               | 通常盤    |           | オリコン 最高位 |
| ---------- | ------------- | ---------------------- | --------- | --------- | --------------- |
| 1st        | 2014年8月27日 | 言えないアイスクリーム | POCE-9408 | POCE-1411 | 164位           |
| 2nd        | 2015年4月8日  | 未来SKY                | POCE-9411 | POCE-1422 | 64位            |

### タイアップ曲
| 楽曲                   | タイアップ                                              | 時期   |
| ---------------------- | ------------------------------------------------------- | ------ |
| 言えないアイスクリーム | テレビ東京『アニメマシテ』2014年9月度オープニングテーマ | 2014年 |

### キャラクターソング
| 発売日   | 商品名 | 歌 | 楽曲                                       | 備考                                                                |
| 2010年   | 2010年 | 2010年 | 2010年                                     | 2010年                                                              |
| -------- | --- | --- | ------------------------------------------ | ------------------------------------------------------------------- |
| 11月17日 | くちびるチャック | 高島南高校こえごとがーるず | 「くちびるチャック」 「声をかけたい」      | OVA『こえでおしごと!』エンディングテーマ                            |
| 2013年   | | |                                            |                                                                     |
| 2月20日  | たまこまーけっと キャラクターソングアルバム twinkle ride CD                                                                   | 牧野かんな（長妻樹里） | 「カンカン・マキマキ」                     | テレビアニメ『たまこまーけっと』関連曲                              |
| 2月20日  | たまこまーけっと キャラクターソングアルバム twinkle ride CD                                                                   | 北白川たまこ（洲崎綾）、常盤みどり（金子有希）、牧野かんな（長妻樹里）、北白川あんこ（日高里菜）、朝霧史織（山下百合恵）、お付き（山岡ゆり） | 「きっとね、ずっとね、よろしくね。」       | テレビアニメ『たまこまーけっと』関連曲                              |
| 6月26日  | 絶対防衛レヴィアタン キャラクターソングコレクション 絶対、唄うんだもん！                                                      | ツチノコ（水野マリコ）、エインセル（長妻樹里）                                                                                               | 「おいでよ！竜のカギしっぽ亭」             | テレビアニメ『絶対防衛レヴィアタン』関連曲                          |
| 2014年   | | |                                            |                                                                     |
| 2月26日  | この手が奇跡を選んでる | 宮守女子高校 | 「この手が奇跡を選んでる」                 | テレビアニメ『咲-Saki- 全国編』エンディングテーマ                   |
| 3月1日   | Piece | 一香（長妻樹里） | 「朋くんLOVEが止まらないっ」               | テレビアニメ『お姉ちゃんが来た』関連曲                              |
| 4月2日   | 中二病でも恋がしたい!戀 キャラクターソングミニアルバム 輝きの幻夢舞台                                                         | 七宮智音（長妻樹里） | 「Parhelic circle」                        | テレビアニメ『中二病でも恋がしたい!戀』関連曲                       |
| 11月5日  | ホシトハナ | 讃州中学勇者部 | 「ホシトハナ」                             | テレビアニメ『結城友奈は勇者である』オープニングテーマ              |
| 11月19日 | Aurora Days | 讃州中学勇者部 | 「Aurora Days」                            | テレビアニメ『結城友奈は勇者である』エンディングテーマ              |
| 2015年   | | |                                            |                                                                     |
| 1月21日  | 結城友奈は勇者である BD・DVD第2巻特典CD                                                                                       | 三好夏凜（長妻樹里） | 「ホシトハナ」 「AuroraDays」              | テレビアニメ『結城友奈は勇者である』関連曲                          |
| 1月21日  | 結城友奈は勇者である BD・DVD第2巻特典CD                                                                                       | 結城友奈（照井春佳）、三好夏凜（長妻樹里）                                                                                                   | 「○△□」                                    | テレビアニメ『結城友奈は勇者である』関連曲                          |
| 3月18日  | TVアニメ「たまこまーけっと」&映画「たまこラブストーリー」ベストアルバム「Everybody Loves Somebody 〜 うさぎ山から愛をこめて」 | 常盤みどり（金子有希）、牧野かんな（長妻樹里）                                                                                               | 「二重奏クレッシェンド」                   | テレビアニメ『たまこまーけっと』関連曲                              |
| 12月16日 | おくさまがサウンドトラック!〜おくさまが生徒会長!OST〜                                                                         | 猿渡真都（長妻樹里） | 「親友（かのじょ）」                       | テレビアニメ『おくさまが生徒会長！』関連曲                          |
| 2016年   | | |                                            |                                                                     |
| 3月2日   | 結城友奈は勇者である character songs 勇気のバトン                                                                             | 三好夏凜（長妻樹里） | 「!ERROR!」                                | テレビアニメ『結城友奈は勇者である』関連曲                          |
| 3月2日   | 結城友奈は勇者である character songs 勇気のバトン                                                                             | 讃州中学勇者部 | 「勇気のバトン」                           | テレビアニメ『結城友奈は勇者である』関連曲                          |
| 2017年   | | |                                            |                                                                     |
| 1月27日  | 魔装学園H×H BD・DVD第2巻特典CD                                                                                                | 天地穹女神 | 「夏恋ズッキュンハート☆」                  | テレビアニメ『魔装学園H×H』挿入歌                                   |
| 9月10日  | Cresc. Heart | トロワアンジュ | 「Cresc. Heart」 「月影のトロイメライ」    | 『Re:ステージ！』関連曲                                             |
| 12月6日  | ハナコトバ/勇者たちのララバイ                                                                                                 | 讃州中学勇者部 | 「ハナコトバ」                             | テレビアニメ『結城友奈は勇者である -勇者の章-』オープニングテーマ   |
| 12月6日  | ハナコトバ/勇者たちのララバイ                                                                                                 | 讃州中学勇者部 | 「勇者たちのララバイ」                     | テレビアニメ『結城友奈は勇者である -勇者の章-』エンディングテーマ   |
| 2018年   | | |                                            |                                                                     |
| 2月21日  | CAMPANELLA | トロワアンジュ | 「STORIA」 「エンゼルランプ」 「Sinfonia」 | 『Re:ステージ！』関連曲                                             |
| 9月28日  | FLOWERS Sweet sounds Box Le bouquet                                                                                           | 沙沙貴苺・沙沙貴林檎（長妻樹里） | 「Chaleur 二重唱」                         | ゲーム『FLOWERS』関連曲                                             |
| 12月19日 | Lumiere | トロワアンジュ | 「Lumiere」 「Silent Dystopia」            | 『Re:ステージ！』関連曲                                             |
| 2019年   | | |                                            |                                                                     |
| 10月30日 | プリンセスコネクト！Re:Dive PRICONNE CHARACTER SONG 10                                                                        | モニカ（辻あゆみ）、ユキ（大空直美）、ニノン（佐藤聡美）、クウカ（長妻樹里）、アユミ（大関英里）                                             | 「白翼のグローリエ」                       | ゲーム『プリンセスコネクト！Re:Dive』挿入歌                         |
| 11月6日  | Loved One | トロワアンジュ | 「Dears...」                               | テレビアニメ『Re:ステージ！ ドリームデイズ♪』関連曲                 |
| 11月6日  | Loved One | 緋村那岐咲（長妻樹里） | 「Skip」                                   | テレビアニメ『Re:ステージ！ ドリームデイズ♪』関連曲                 |
| 11月6日  | 勇気の歌 | 三好夏凜（長妻樹里） | 「KIZUNA」                                 | パチスロ『結城友奈は勇者である』関連曲                              |
| 2020年   | | |                                            |                                                                     |
| 1月22日  | My Precious Darling/You're My Shining Star                                                                                    | 我妻恋（長妻樹里） | 「My Precious Darling」                    | ゲーム『オルタナティブガールズ』関連曲                              |
| 7月14日  | Picture Re:Cord Project♪ 2nd season 〜Chant Collection〜                                                                      | 野薔薇姫（沼倉愛美）、支倉刀子（今井麻美）、小鳥遊自由（長妻樹里）                                                                           | 「赤誠の薔薇を讃えて」                     | ゲーム『グリモアA〜私立グリモワール魔法学園〜』関連曲               |
| 12月16日 | Chain of Dream | トロワアンジュ | 「Tomorrow Melodies」                      | 『Re:ステージ！』関連曲                                             |
| 2021年   | | |                                            |                                                                     |
| 3月17日  | Re:STAGE! THE BEST | Re:STAGE! ALL IDOL | 「私たち、四季を遊ぶんです!!」             | 『Re:ステージ！』関連曲                                             |
| 10月27日 | アシタノハナタチ | 讃州中学勇者部 | 「アシタノハナタチ」                       | テレビアニメ『結城友奈は勇者である -大満開の章-』オープニングテーマ |
| 10月27日 | 地平線の向こうへ | 讃州中学勇者部 | 「地平線の向こうへ」                       | テレビアニメ『結城友奈は勇者である -大満開の章-』エンディングテーマ |
| 10月27日 | 地平線の向こうへ | 三好夏凜（長妻樹里） | 「真紅の刃」                               | テレビアニメ『結城友奈は勇者である -大満開の章-』挿入歌             |
| 2022年   | | |                                            |                                                                     |
| 1月26日  | プリンセスコネクト！Re:Dive PRICONNE CHARACTER SONG 25                                                                        | イオ（伊藤静）、シズル（生天目仁美）、クウカ（長妻樹里）                                                                                     | 「GREEDY LOVE」                            | ゲーム『プリンセスコネクト！Re:Dive』挿入歌                         |
| 1月26日  | プリンセスコネクト！Re:Dive PRICONNE CHARACTER SONG 25                                                                        | クウカ（長妻樹里） | 「GREEDY LOVE」                            | ゲーム『プリンセスコネクト！Re:Dive』挿入歌                         |
| 6月1日   | 銀河の雫 | トロワアンジュ | 「銀河の雫」                               | 『Re:ステージ！』関連曲                                             |
| 2023年   | | |                                            |                                                                     |
| 3月31日  | Relation | 一条瑠夏（諏訪彩花）、緋村那岐咲（長妻樹里）                                                                                                 | 「Artemis」                                | 『Re:ステージ！』関連曲                                             |
| 2024年   | | |                                            |                                                                     |
| 4月1日   | 「Re:ステージ！プリズムステップ」コンセプトアルバム Refrain                                                                   | トロワアンジュ | 「青い鳥より」                             | 『Re:ステージ！』関連曲                                             |
| 10月31日 | 「Re:ステージ！プリズムステップ」コンセプトミニアルバム Rewind                                                                | トロワアンジュ | 「Abyss to Eden」                          | 『Re:ステージ！』関連曲                                             |

### その他参加楽曲
| 発売日         | タイトル                                                 | 歌                  | 楽曲              | 備考                                       |
| -------------- | -------------------------------------------------------- | ------------------- | ----------------- | ------------------------------------------ |
| 2021年11月25日 | フユキス フルエディション特典 オリジナルサウンドトラック | 長妻樹里            | 「Snowy Diamond」 | ゲーム『フユキス』オープニングテーマ       |
| 2024年10月24日 | 八剱伝Switch版 豪華特典版CD                              | solfa feat.長妻樹里 | 「合縁」          | ゲーム『八剱伝Switch版』オープニングテーマ |